# Důl Františka (Slezská Ostrava)
Důl Františka byl černouhelným dolem v Polské (Slezské) Ostravě a patřil měšťanskému těžíři Josefu Zwierzinovi (1775 – 1858).

## Historie
Josef Zwierzina  využil volných míst mezi kutacími poli hraběte Wilczka a hraběte Salma a zahájil v roce 1838 kutací práce v budoucím dobývacím poli v Polské (Slezské) Ostravě. 4. prosince 1839 mu byly, na základě kladných výsledků kuteb, propůjčeny první dvě důlní míry. Značný počet kutacích děl, vyhloubených v zájmovém prostoru, které byly polohově rozptýleny na daném území, se staly základem sporu mezi hrabětem Wilczkem a J. Zwierzinou. Spory se vedly dlouhou dobu a byly vyřešeny až za Johanna hraběte Wilczka (1837 – 1922). Na základě intervence kutnohorského c. k. distriktního horního soudu 24. ledna 1848 byl spor vyřešen demarkační a deliminační smlouvou, ve které kromě vymezení hranic byla dohodnuta i vzájemná výměna důlních jam, propůjček a důlních práv.
Důl Františka byl založen v roce 1854 jako poslední důl ve Zwierzinově dobývacím poli. Jméno obdržel po manželce Josefa Zwierziny. V roce 1863  po překonání 75,9 m pokryvu byla jáma zahloubena do sloje Mohutný.
V roce 1877 jáma Františka prošla první modernizací a rekonstrukcí.
Po smrti Josefa Zwierziny v roce 1858 přešlo důlní pole do vlastnictví jeho dědiců, kteří v roce 1878 založili těžířstvo pod názvem Zwierzinovo kamenouhelné těžířstvo ve Slezské Ostravě. Těžba uhlí byla ukončena v roce 1933, těžířstvo oficiálně zaniklo v roce 1945.
V roce 1933 důlní pole bylo převedeno k dolům hraběte Wilczka. Jáma Františka byla zasypána v roce 1933 a v témže roce celý areál dolu byl zbourán a území včetně odvalu bylo zalesněno.

### Stroje a strojní vybavení dolu
Od roku 1878 byla jáma vybavena parním dvouválcovým těžním strojem. Parní stroj měl šoupátkový rozvod, parní a ruční brzdu, výkon 80 HP, vyroben a dodán Strojírnami knížete Salma v Blansku. Parní  těžní stroj měl průměr válců 475 mm, zdvih 1032 mm a byl v činnosti až do roku 1933. Průměr těžních bubnů byl 4000 mm, jejich šířka 760, průměr těžního lana 19 mm. Klec byla jednoetážová na jeden vozík nebo 5 osob, rychlost jízdy 4 m/s pro mužstvo, 10 m/s pro těžbu. Těžní věž měla výšku 9,40 m od ohlubně po střed lanovnic, průměr lanovnice 2840 mm. Původní těžní věž (údaj z roku 1884) byla dřevěná 9,6 m vysoká s lanovnicemi o průměru 2,8 m.
Jáma Františka byla zároveň i jámou výdušnou. Podzemními překopy byly doly J. Zwierziny propojeny  a vytvořen systém větrání. Jámou č. II a č. VII byly nasávány úvodní větry a jámou Františka a větrním oddělením jámy VII výdušné větry vyvedeny nahoru.  S ostatními doly J. Zwierziny měla i společné odvodnění. Čerpací stanice byla na jámě č. II.
V roce 1913 proběhla další rekonstrukce a modernizace dolu. Byl nainstalován další ventilátor soustavy Dinnendahl a jejich pohon zabezpečovaly elektromotory. V roce 1927 byly na jámě 2 ventilátory soustavy Dinnendahl. Nejstarší z roku 1877, vyroben v Železárnách Vítkovice s motorem AEG-Union, Vídeň 15 HP, oběžné kolo mělo průměr 3000 mm. Zavedením elektrického pohonu se výkon ventilátoru zvýšil z 600 m3/min. na  1000 m3/min., ale byl ponechán v záloze. Druhý  ventilátor byl z roku 1913 od firmy R. W. Dinnendahl s výkonem 1800 m3/min a  s motorem AEG-Union, Vídeň, s výkonem 30 HP.
V roce 1861 byly Zwierzinovy doly napojeny na Báňskou dráhu.

### Těžba
V roce 1884 byla hluboká 238 m a v roce 1898 již měla konečnou hloubku 406 m včetně jámové tůně (žumpy). Jámový stvol byl ve výdřevě, v rámci rekonstrukce v roce 1913 byla jáma do roku 1916 vyzděna. Těžily se sloje jakloveckých vrstev ostravského souvrství tj. Juno až Adolf. Dobývalo se stěnováním s částečnou zakládkou a piliřováním na zával.

### Údaje o dolu
| Název     | Druh jámy | Založení | Hloubka jámy [m] | Těžba       | Vytěženo                | Likvidace | Dobývací pole [ha] | Poznámka        |
| --------- | --------- | -------- | ---------------- | ----------- | ----------------------- | --------- | ------------------ | --------------- |
| Františka | těžní     | 1854     | 406              | 1858 – 1933 | nevykazována samostatně | 1933      | 21                 | 1 jáma, 6 pater |
| Zdroj     |           |          |                  |             |                         |           |                    |                 |